# Коренк
Коранк (фр. Corenc) — коммуна во Франции, находится в регионе Рона — Альпы. Департамент коммуны — Изер. Входит в состав кантона Мелан. Округ коммуны — Гренобль.
Код INSEE коммуны — 38126. Население коммуны на 2012 год составляло 3944 человека. Населённый пункт находится на высоте от 221 до 1328 метров над уровнем моря. Муниципалитет расположен на расстоянии около 480 км юго-восточнее Парижа, 95 км юго-восточнее Лиона, 4 км северо-восточнее Гренобля. Мэр коммуны — Jean-Damien Mermillod-Blondin, мандат действует на протяжении 2014—2020 гг.
Динамика населения (INSEE):